# Irene (Sängerin)
Bae Joo-hyun (kor.: 배주현, Hanja: 裴柱現; geb. 29. März 1991 in Daegu, Südkorea), besser bekannt unter ihrem Künstlernamen Irene, ist eine südkoreanische Sängerin, Moderatorin und Schauspielerin. Sie ist Mitglied und Leader der südkoreanischen Girlgroup Red Velvet.

## Frühes Leben und Ausbildung
Irene wurde am 29. März 1991 in Daegu, Südkorea geboren. Sie besuchte die Haknam High School in Daegu. Sie trat S.M. Entertainment im Jahr 2009 bei und trainierte dort fünf Jahre.

## Karriere

### Vor dem Debüt: SM Rookies
2013 wurde Irene als neues Mitglied des S.M. Entertainment Trainingsteams SM Rookies vorgestellt. Außerdem war sie in Henry Laus Musikvideo zu 1-4-3 (I Love You) zu sehen.
Auf dem offiziellen YouTube Channel von S.M. Entertainment wurden einige Videos von Irene veröffentlicht, darunter eines von ihr und Seulgi, in dem sie zu Be Natural tanzten, einem Song, den ursprünglich S.E.S aufführte.

### Seit 2014: Red Velvet und Solo-Aktivitäten
Am 1. August 2014 machte Irene ihr Debüt als Mitglied von Red Velvet. Im November hatte sie einen Auftritt in Kyuhyun's Musikvideo zu At Gwanghwamun.
Von Mai 2015 bis Juni 2016 moderierte Irene zusammen mit dem Schauspieler Park Bo-gum die Musikshow Music Bank. Die beiden bekamen für ihre gute Chemie miteinander, ihren guten Gesang und die gute Moderation viel Aufmerksamkeit. Die Presse bezeichneten sie als das beste Paar der 18-jährigen Geschichte der Sendung.
Im Juli 2016 machte Irene ihr Schauspieldebüt in der weiblichen Hauptrolle des Web-Dramas Women at a Game Company. Am 14. Oktober wurde sie Moderatorin der OnStyle Fashion Show Laundry Day. Die Show hatte ihre Premiere am 22. Oktober 2016. Im selben Monat wurde Irene, zusammen mit ihrer Bandkollegin Wendy, Diskussionsteilnehmerin in der KBS Show Trick & True.
Irene ist außerdem Werbeträgerin einiger Marken. Abgesehen von ihren Werbeverträgen, die sie mit Red Velvet hat, wurde sie 2015 zusammen mit Exo Model für Ivy Club. 2016 wurde sie Werbeträgerin für die Kaffeemarke Maxwell House.

## Diskografie

### EPs
| Jahr | Titel Musiklabel               | Höchstplatzierung, Gesamtwochen, AuszeichnungChartsChartplatzierungen (Jahr, Titel, Musiklabel, Platzierungen, Wochen, Auszeichnungen, Anmerkungen) | Anmerkungen                             |
| Jahr | Titel Musiklabel               | KR | Anmerkungen                             |
| ---- | ------------------------------ | --- | --------------------------------------- |
| 2024 | Like a Flower SM Entertainment | KR3 Platin · (6 Wo.)KR | Erstveröffentlichung: 26. November 2024 |

### Singles
| Jahr | Titel Album   | Höchstplatzierung, Gesamtwochen, AuszeichnungChartsChartplatzierungen (Jahr, Titel, Album, Platzierungen, Wochen, Auszeichnungen, Anmerkungen) | Anmerkungen                             |
| Jahr | Titel Album   | KR | Anmerkungen                             |
| ---- | ------------- | --- | --------------------------------------- |
| 2024 | Like a Flower | KR109 (1 Wo.)KR | Erstveröffentlichung: 26. November 2024 |

### Musikvideos
| Jahr | Titel                                      | Regisseur(e)          |
| ---- | ------------------------------------------ | --------------------- |
| 2021 | A White Night (Soundtrack of Double Patty) | Unbekannt             |
| 2024 | Like A Flower                              | Minjae Kim (Sigakryu) |

## Filmografie

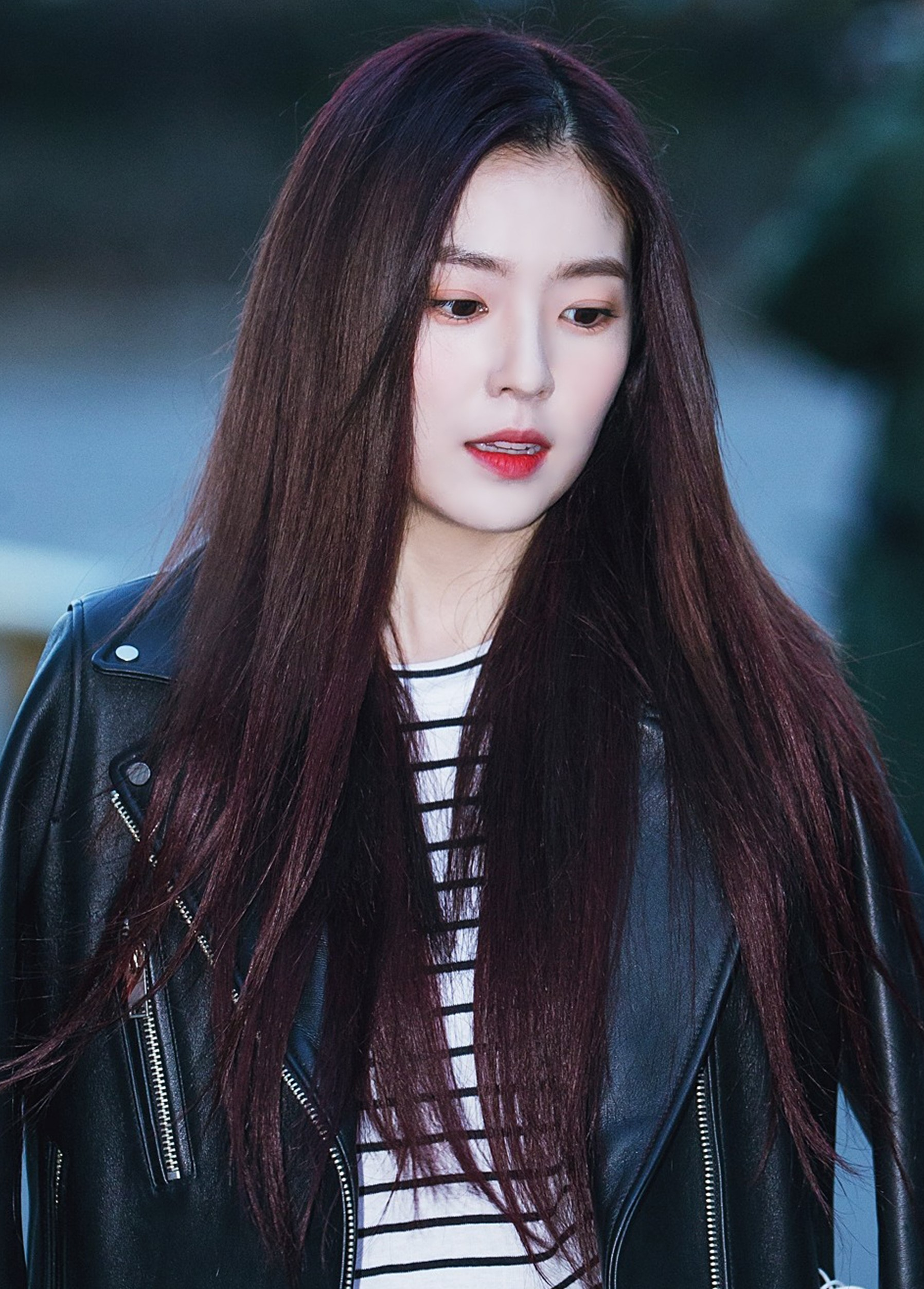
Irene nach einer Music Bank Aufnahme im Februar 2017

### Filme
| Jahr | Titel             | Rolle      | Anmerkung                              |
| ---- | ----------------- | ---------- | -------------------------------------- |
| 2015 | SMTown: The Stage | Sie selbst | Dokumentarfilm über S.M. Entertainment |

### Fernsehserien
| Jahr | Titel                   | Sender | Rolle      | Anmerkung                  |
| ---- | ----------------------- | ------ | ---------- | -------------------------- |
| 2016 | Descendants of the Sun  | KBS2   | Sie Selbst | Cameo-Auftritt, Episode 16 |
| 2016 | Women at a Game Company | Naver  | Ah-reum    | Hauptrolle                 |

### TV-Shows
| Jahr | Titel        | Sender | Rolle                   | Anmerkung    |
| ---- | ------------ | ------ | ----------------------- | ------------ |
| 2016 | Trick & True | KBS    | Diskussionsteilnehmerin | Episoden 1–4 |

### Moderationen
| Jahr      | Titel                            | Sender         | Anmerkungen     |
| --------- | -------------------------------- | -------------- | --------------- |
| 2015–2016 | Music Bank                       | KBS2 KBS World | mit Park Bo-gum |
| 2016–2017 | Laundry Day                      | OnStyle        | Episoden 1–12   |
| 2017      | Music Bank World Tour: Singapore | KBS2 KBS World | mit Park Bo-gum |
| 2017      | Music Bank World Tour: Jakarta   | KBS2 KBS World | mit Park Bo-gum |

## Auszeichnungen und Nominierungen
| Jahr | Auszeichnungen           | Kategorie               | für        | Resultat  |
| ---- | ------------------------ | ----------------------- | ---------- | --------- |
| 2015 | KBS Entertainment Awards | Best Newcomer (Variety) | Music Bank | Nominiert |